# Проспект Независимости (Херсон)
Проспе́кт Незави́симости (укр. проспе́кт Незалежності; до 2023 года проспе́кт Ушако́ва) — проспект в Центральном районе Херсона. Простирается от железнодорожного вокзала до набережной.

## История
В XVIII веке — улица Почтовая.
В середине XIX века — улица Пестелевская (в честь губернатора В. И. Пестеля), затем имя Пестеля перешло к соседнему бульвару, а улица на плане 1855 года вновь именуется Почтовой.
В 1890-х в основном застроилась и восточная сторона магистрали, дойдя до нынешней ул. Молодёжной.
В 1890 году получила название Говардовской (в честь врача и филантропа Джона Говарда).
С 1927 года — Красноармейская улица.
С 1947 года проспект носил имя адмирала Ф. Ф. Ушакова. Магистраль окончательно сформировалась в 1950—1970-х годах.
В 2023 году был переименован в проспект Независимости.

## Достопримечательности
- Памятник Говарду[укр.] (был похоронен в с. Степановка, перезахоронен на кладбище по ул. Ракетная в 2000 г.)
- Александровский парк
- Железнодорожный вокзал
- Херсонская областная больница[укр.]
- Городская электрическая станция (с 1960 года на её месте кинотеатр «Украина»)[3]